# 瓦勒德沙尔瓦涅
瓦勒德沙尔瓦涅（法語：Val-de-Chalvagne，法語發音：[val də ʃalvaɲ]）是法国上普罗旺斯阿尔卑斯省的一个市镇，位于该省东部，属于卡斯泰拉讷区。

## 地名
“瓦勒德沙尔瓦涅”（Val-de-Chalvagne）一名在法语中意为“沙尔瓦涅河谷”。

## 地理
瓦勒德沙尔瓦涅（43°54'51"N, 6°48'28"E）面积32.57 平方千米，位于法国普罗旺斯-阿尔卑斯-蓝色海岸大区上普罗旺斯阿尔卑斯省，该省份为法国东南部内陆省份，北起上阿尔卑斯省，西接沃克吕兹省，西北接德龙省，南至瓦尔省，东临滨海阿尔卑斯省，东北部与意大利接壤。
与瓦勒德沙尔瓦涅接壤的市镇（或旧市镇、城区）包括：昂特勒沃、拉罗谢特、于布赖、阿米拉、布里扬索内。
瓦勒德沙尔瓦涅的时区为UTC+01:00、UTC+02:00（夏令时）。

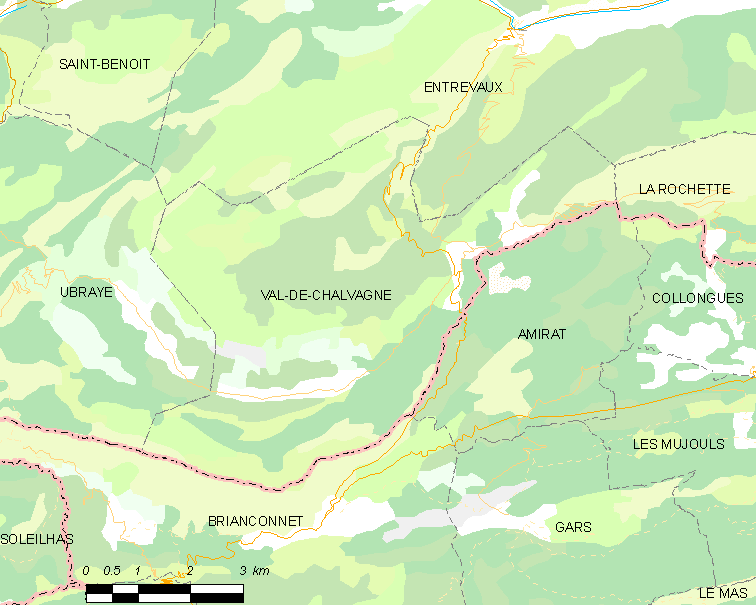
瓦勒德沙尔瓦涅的OSM定位图

## 行政
瓦勒德沙尔瓦涅的邮政编码为04320，INSEE市镇编码为04043。

## 政治
瓦勒德沙尔瓦涅所属的省级选区为卡斯泰拉讷县。

## 人口

1962-2008年间瓦勒德沙尔瓦涅人口变化图示

瓦勒德沙尔瓦涅于2022年1月1日时的人口数量为83人。